# کاخ سعادت
کاخ سعادت (ترکی آذربایجانی: Səadət Sarayı) که امروزه به «کاخ ثبت ازدواج» نیز موسوم است، قبلاً «قصر مختاروف» نام داشت. این یک کاخ تاریخی با سبک معماری نئوگوتیک در مرکز باکو، پایتخت جمهوری آذربایجان قرار گرفته‌است، که تاریخ ساخت آن به قرن بیستم میلادی بازمی‌گردد.

## تاریخچه
این که به دستور مرتضی مختاروف، صنعت‌گر، کارفرما و خیر آذربایجانی، به افتخار همسرش، خانم «لیزا توگان‌اوا»، به معماری «جوزف بلاشکو»، معمار اهل لهستان که، در اوایل قرن ۲۰ بناهای زیادی در باکو ساخت، احداث شد.
مختاروف به‌همراه خانم اوستی‌تبار خودش، خانم «لیزا توگان‌اوا»، که دختر یکی از ژنرال‌های شاخص ارتش امپراتوری روسیه بود، به‌طور مکرر در سفرهای مجلل به کشورهای اروپایی می‌رفته‌است. در یکی از سفرهایشان به کشور فرانسه از یک ساختمان شکوهمند و زیبای مربوط به سبک معماری گوتیک در این کشور بازدید به عمل آوردند. خانم لیزا که از سبک معماری این بنا متحیر شده بود، گفت: «به نظرم ساکنین این ساختمان خیلی خوشبخت هستند». مختاروف پاسخی نداد، اما بعد از برگشت به باکو، یکی از کارکنان خود را مأمور کرد تا به فرانسه برود و طرحی دقیق از همان ساختمان ترسیم نماید و سپس به باکو بازگردد.
بر اساس همان طرح، کارهای عملیاتی ساخت این بنا شروع و پس از ۹ ماه در سال ۱۹۱۲ تکمیل گردید. سپس، روزی مختاروف به بهانه گشت شهری همسرش را سوار ارابه می‌کند و به مقابل کاخ می‌آورد. آن‌ها تا سال ۱۹۲۰، زمانی که جمهوری خلق آذربایجان به دست بلشویک‌ها سقوط کرد و کاخ در اختیار آن‌ها قرار گرفت، زندگی کردند. مختاروف بعد از آنکه ۳ سرباز روس که وارد خانه اش شده بودند، را به گلوله بست و کشت، با شلیک گلوله خودکشی کرد.
متعاقب وقوع انقلاب اکتبر در روسیه، کاخ به «باشگاه زنانه علی بایراموف» واگذار شد. سپس برای مدتی به عنوان موزه شروان‌شاهان فعالیت داشت. بعدها برای مدت مدیدی در اختیار اداره ثبت ازدواج قرار گرفت.
بر اساس فرمان شماره ۱۳۲ کابینه جمهوری آذربایجان مورخ ۲ اوت سال ۲۰۱۱، کاخ مختاروف به عنوان یک اثر متعلق به سال ۱۹۱۱ و ۱۹۱۲، در فهرست آثار تاریخی و فرهنگی ملی جمهوری آذربایجان به ثبت رسید.
این ساختمان در مرکز باکو، در تقاطع خیابان‌های «مرتضی مختاروف» و «احمد جواد»، در خیابان «مرتضی مختاروف»، پلاک ۶ واقع است.